# Kanton Messei
Kanton Messei (francouzsky Canton de Messei) byl francouzský kanton v departementu Orne v regionu Dolní Normandie. Tvořilo ho 10 obcí. Zrušen byl po reformě kantonů 2014.

## Obce kantonu
- Banvou
- Bellou-en-Houlme
- Le Châtellier
- La Coulonche
- Dompierre
- Échalou
- La Ferrière-aux-Étangs
- Messei
- Saint-André-de-Messei
- Saires-la-Verrerie